# Jodi Picoult
Jodi Lynn Picoult (/ˈdʒoʊdi piːˈkoʊ/;Nesconset,  19 de Maio de 1966) é uma escritora norte-americana. Venceu o Prémio New England Bookseller de ficção em 2003. Picoult já vendeu aproximadamente 14 milhões de cópias dos seus livros por todo o mundo.

## Biografia

### Início de vida e educação
Picoult nasceu e foi criada em Nesconset em Long Island; a sua família mudou-se para o New Hampshire quando esta tinha 13 anos de idade. É descrita pela sua família como "judia não praticante"  Picoult escreveu a sua primeira história aos cinco anos, com o título "The Lobster Which Misunderstood".
Estudou Escrita na Universidade de Princeton e licenciou-se em 1987. Publicou dois contos na revista Seventeen quando ainda estava na universidade. Logo após a licenciatura, teve uma variedade de empregos, desde a edição de livros didácticos ao ensino de Inglês a crianças do oitavo. Fez um mestrado em educação na Universidade de Harvard.

### Carreira
Picoult tornou-se a escritora da colecção DC Comics' Wonder Woman (vol. 3) após a saída do colega escritor Allan Heinberg. A sua primeira edição (#6) foi publicada a 28 de Março de 2007, e a sua última publicação foi a N.º 10 (publicada a 27 de Junho de 2007).
Nineteen Minutes, o romance de Picoult sobre as consequências de um tiroteio numa escola de uma cidade pequena, foi o seu primeiro livro a estrear-se como N.º 1 da lista do New York Times Best Seller. O seu livro Change of Heart foi publicado a 4 de Março de 2008, tendo tornado-se o segundo romance de Picoult a estrear-se como N.º 1 da lista do NYT Best Seller.

## Vida pessoal
Está casada com Timothy Warren Van Leer, que conheceu na universidade, desde 1989. Vivem com os seus três filhos, Sammy, Kyle, e Jake, e vários animais de estimação, em Hanover, New Hampshire.

## Personagens recurrentes
- Jordan McAfee, o seu filho Thomas, e a sua esposa Selena constam de The Pact (novel), Salem Falls e Nineteen Minutes.
- Patrick Ducharme, um detective, consta de Perfect Match bem como Nineteen Minutes. A escritora afirmou que retomou a personagem de Patrick num segundo romance porque tinha uma paixão por ele.
- Ian Fletcher de Keeping Faith faz uma breve aparição em Change of Heart, publicado em 2008.
- Frankie Martine, que primeiro apareceu em Salem Falls, regressa em Second Glance, e Perfect Match.
- Nina Frost, uma personagem principal de Perfect Match, é mencionada em Nineteen Minutes.
- Peter Houghton, uma personagem principal de  Nineteen Minutes, é mencionada brevemente em House Rules.

## Obras
- Songs of the Humpback Whale (1992)
- Harvesting the Heart (1993)
- Picture Perfect (1995)
- Mercy (1996)
- O Pacto - no original The Pact (1998)
- Keeping Faith (1999)
- Plain Truth (2000)
- Salem Falls (2001)
- Perfect Match (2002)
- Second Glance (2003)
- Para a minha irmã - no original My Sister's Keeper (2004)
- Vanishing Acts (2005)
- O Décimo Círculo - no original The Tenth Circle (2006)
- Dezanove Minutos - no original Nineteen Minutes (2007)
- Wonder Woman (vol. 3) #6–10 (cover date: late May 2007 – August 2007)
- Wonder Woman: Love and Murder (2007) (hardcover volume collecting Wonder Woman #6–10)
- Change of Heart (2008)
- Frágil - no original Handle with Care (2009)[9]
- House Rules (2010)[10]
- Sing You Home (2011)
- Lobo Solitário - no original Lone Wolf (2012)
- A Contadora de Histórias - no original The Storyteller (2013)
- Tempo de Partir - no original Leaving Time (2014)
- Off the Page (2015)
- O Poder das Pequenas Coisas - no original Small Great Things (2016)

## Adaptações televisivas e cinematográficas
- The Pact (2002) (Lifetime Original Movie)
- Plain Truth (2004) (Lifetime Original Movie)
- The Tenth Circle (2008) (Lifetime Original Movie)
- My Sister's Keeper (2009) (Feature film)
- Salem Falls (2011) (Lifetime Original Movie)